# Вольновка (Саратовский район)
Вольновка — посёлок в Саратовском районе Саратовской области России. С 1 января 2022 года входит в состав городского округа Саратова.

## История
В 1950-е годы жители села Старая Вольновка переселились на новое местоположение, эту местность и назвали посёлок Вольновка. 

## Физико-географическая характеристика
Посёлок расположен на севере Саратовского района, на правом берегу реки Мордова. Расстояние до административного центра села Шевыревка составляет 2 километров, до областного центра составляет 31 км. Населённый пункт находится вблизи крупной автотрассы Р228.   
| Ближайшие населённые пункты | Ближайшие населённые пункты | Ближайшие населённые пункты |
| --------------------------- | --------------------------- | --------------------------- |
| Северо-запад:               | Север: Радищево             | Северо-восток: Тарханы      |
| Запад: Свинцовка            |                             | Восток: Шевыревка           |
| Юго-запад: Клещевка         | Юг: Сабуровка               | Юго-восток: Расловка        |

Климат
Климат в Вольновке умеренно-холодный со значительным количеством осадков. Даже в засушливый месяц наблюдается много дождя (согласно классификации климатов Кёппена — Dfa). Среднегодовая температура - 6.6 °C. 458 mm - среднегодовая норма осадков. Самый засушливый месяц - Март с осадками 27 mm. Большая часть осадков здесь выпадает в Июле, в среднем 45 mm.
Часовой пояс
посёлок Вольновка, как и вся Саратовская область, находится в часовой зоне МСК+1. Смещение применяемого времени относительно UTC составляет +4:00.
Уличная сеть
В Вольновке шесть улиц: Октябрьская, Сельская, Юбилейная, Речная, Степная и Школьная; один переулок - Школьный. Также к селу относятся территории пять садовых некоммерческих товарищества: Конструктор-2, Чардым, Лайнер, Озон, Лесной.

## Население
| 2002 | 2010 |
| ---- | ---- |
| 355  | ↘343 |

Население составляет 324 человека (на 1 января 2019 года), насчитывается 110 дворов.

## Экономика
На территории села действуют 1 предприятие розничной торговли - магазин ИП Демидовой. Свою деятельность ведут четыре крестьянско-фермерских хозяйства, специализирующееся в основном на растениеводстве. 

## Инфраструктура
На территории посёлка осуществляют свою деятельность;
- детский сад,
- дом досуга,
- библиотека, книжный фонд которой составляет 2446 экземпляров, оформлена подписка на 15 наименований периодических изданий. Пользуются учреждением 100 человек[8];
- фельдшерско-акушерский пункт.

Дети школьного возраста доставляются школьным автобусом в общеобразовательное учреждение станции Тарханы.  
Населённый пункт частично газифицирован, из 110 дворов 87 имеют газоснабжение. 6 абонентов пользуются стационарной телефонной связью.

## Достопримечательности
- На территории посёлка благоустроено и действует мусульманское кладбище.
- Мост на реке Мордова. Сооружён в 1904 году, в настоящее время не используется. Строение сохранилось до наших дней. Рядом с мостом имеется площадка, где можно остановиться и устроить небольшой пикник[9].

## Фотогалерея

### Посёлок на фотографиях
- Виды посёлка
- Детский сад
- Фельдшерско-акушерский пункт
- Библиотека
- Улица Школьная
- Производственная сельхозбаза